# Маріано Альберт-Феррандо
Маріано Альберт-Феррандо (ісп. Mariano Albert-Ferrando; нар. 26 квітня 1982) — колишній іспанський тенісист.
Найвищу одиночну позицію світового рейтингу — 178 місце досяг 14 липня 2003, парну — 333 місце — 11 листопада 2002 року.

## Титули на челленджерах

### Одиночний розряд: (1)
| Рік  | Турнір           | Покриття | Суперник     | Рахунок     |
| ---- | ---------------- | -------- | ------------ | ----------- |
| 2003 | Сассуоло, Італія | Ґрунт    | Ренцо Фурлан | 7–6(1), 6–3 |